# جام ملت‌های زنان آسیا ۲۰۱۰
جام ملت‌های زنان آسیا ۲۰۱۰ هفدهمین دوره رقابت‌های فوتبال جام ملت‌های زنان آسیا بود که توسط ای‌اف‌سی و به میزبانی کشور چین برگزار شد.

## تیم‌های راه‌یافته
- ۸ تیم راه‌یافته به جام ملت‌های زنان آسیا ۲۰۱۰:
- استرالیا
- کرهٔ شمالی
- چین
- کرهٔ جنوبی
- ژاپن
- تایلند
- ویتنام
- برمه